# Schildrabe
Der Schildrabe (Corvus albus) ist der in Afrika am weitesten verbreitete Rabenvogel. Seinen deutschen sowie seinen wissenschaftlichen Namen verdankt er der Schild-förmigen weißen (lat. albus) Brust- und Halspartie.

## Erscheinungsbild

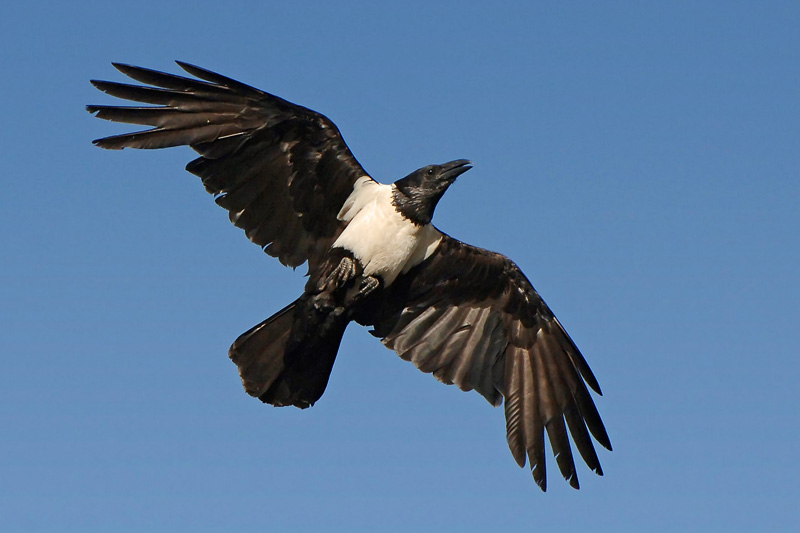
Flugbild

Mit einer Körperlänge von 45–53 cm ist der Schildrabe etwas größer als die Saatkrähe, ein in Europa verbreiteter Rabenvogel. Das Gefieder ist glänzend schwarz bis auf die weiße Brust, die Schultern und das weiße Halsband. Schnabel und Füße sind ebenfalls schwarz. Sein Ruf wird beschrieben als ein heiseres „ar-ar-ar-ar“ oder „karh-karh-karh“.

## Verbreitung

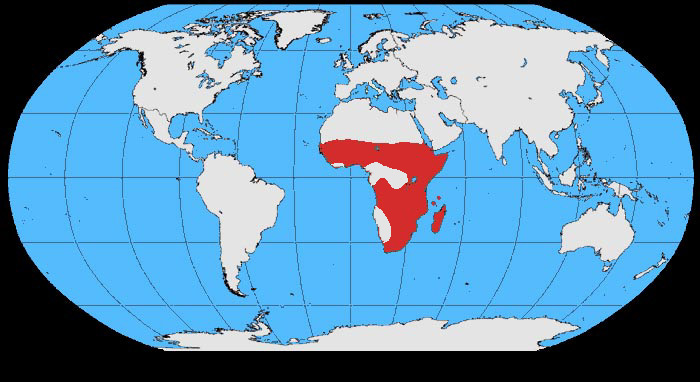

Der Schildrabe ist vom Senegal, dem Sudan, Nord-Äthiopien und Somalia bis zum Kap verbreitet (mit Ausnahme von Ost-Namibia und Süd-Botswana), weiters auf der Insel Bioko im Golf von Guinea sowie auf einigen Inseln vor der Ostküste Afrikas (Sansibar, Pemba, Komoren, Aldabra, Assomption und Madagaskar). Er ist der einzige Rabenvogel Madagaskars.

## Lebensraum
Der Schildrabe zieht offenes Gelände Waldgebieten vor, er ist an den Ufern von Binnengewässern, an Meeresküsten sowie in Kulturlandschaften anzutreffen und sucht oft die Nähe menschlicher Ansiedlungen.
Man trifft ihn in Höhen bis 4500 m an, beispielsweise am Kilimandscharo.

## Nahrung
Neben Aas findet der Schildrabe auch seine lebende Beute vorwiegend am Boden: Insekten und andere Wirbellose, kleinere Reptilien und Säugetiere sowie junge Vögel – letztere erbeutet er gelegentlich auch im Flug. Es gibt Berichte, nach denen Schildraben schlafende Flughunde getötet und gefressen haben. Auch Eier aus den Gelegen anderer Vögel stehen auf ihrem Speiseplan.
In menschlichen Siedlungen sucht er nach Abfällen, auf Getreidefeldern macht er sich über die frische Saat oder das reife Getreide her. Den Kontakt zu Menschen meidet er dabei. Regelmäßig werden Schildraben – manchmal in großer Zahl – dabei beobachtet, wie sie die Umgebung von Schlachthäusern nach Verwertbarem absuchen.

## Brutverhalten

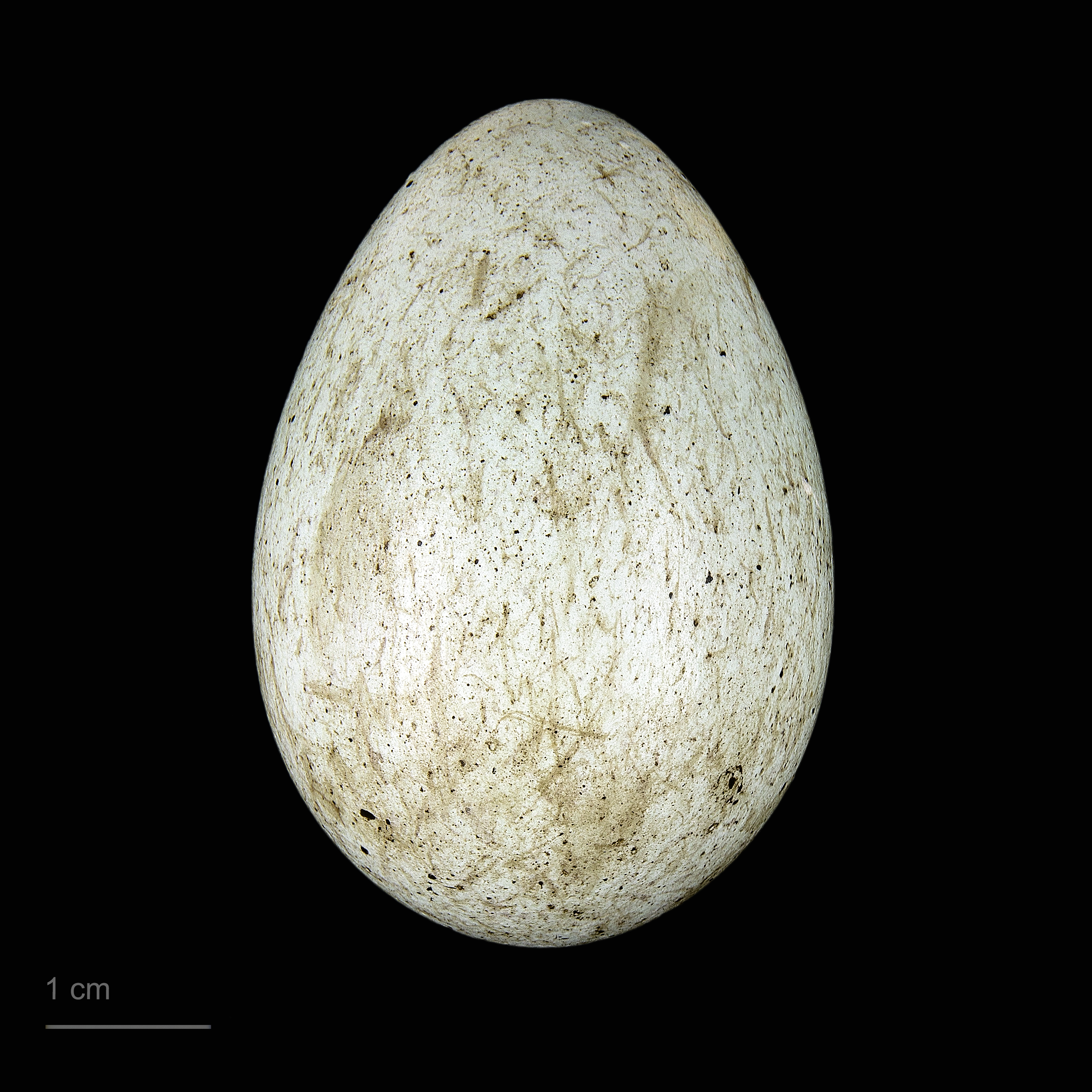
Corvus albus, Sammlung Museum von Toulouse

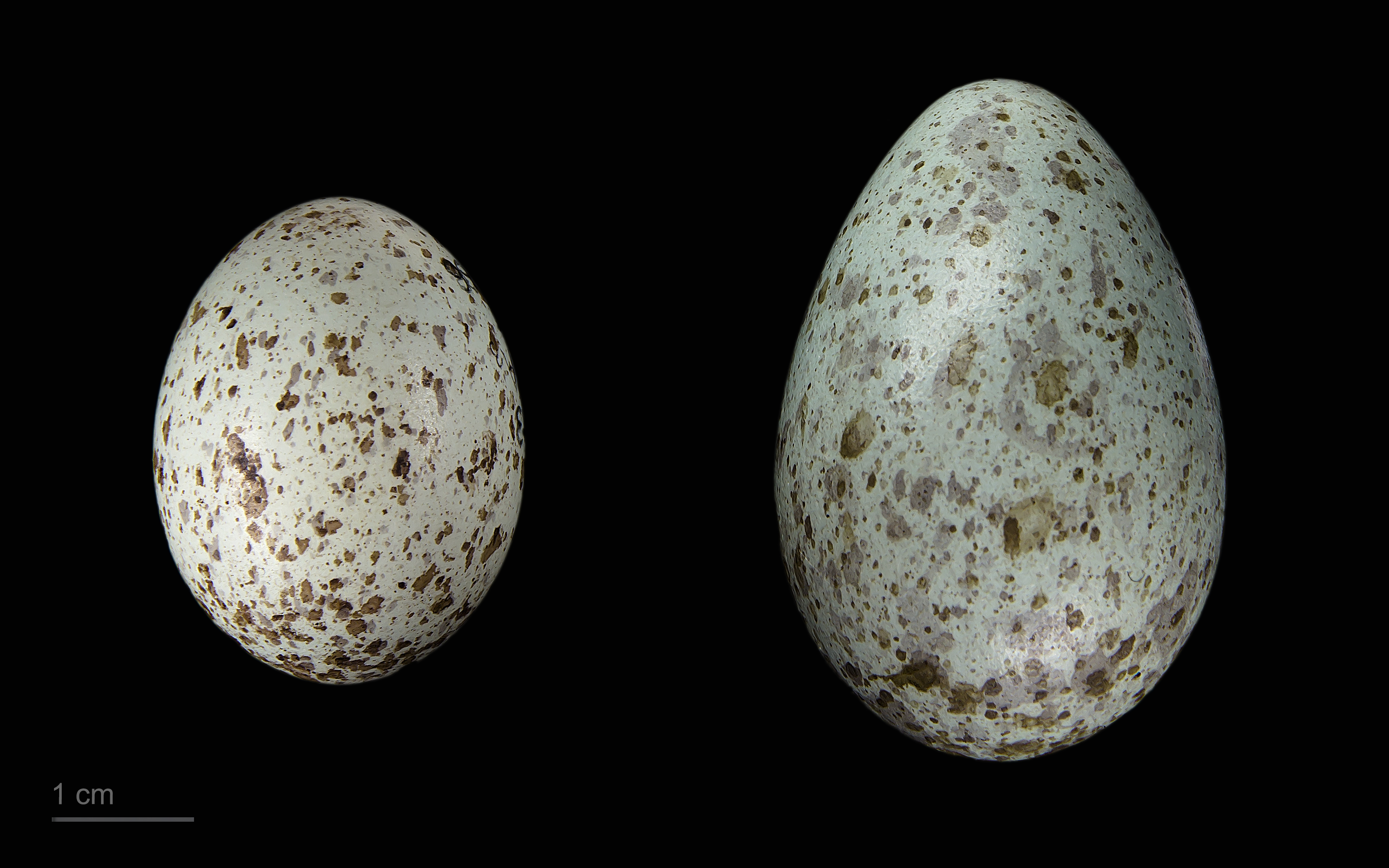
Links: Clamator glandarius rechts: Corvus albus, Sammlung Museum von Toulouse

Der Schildrabe baut in vorzugsweise hohen, freistehenden Bäumen oder auf Telegrafenmasten ein großes Nest aus natürlichen Materialien wie Reisern oder Gräsern, er verwendet aber auch Lumpen. Die blass-grünlichen, braun gesprenkelten vier bis fünf Eier werden – abhängig vom Breitengrad – in der Zeit von September bis November (Süd-Frühling) abgelegt. Die Brutzeit beträgt 18–19 Tage; die Eier werden mit Nistmaterial bedeckt, wenn das brütende Weibchen das Nest verlässt. Die Nestlingszeit (die Zeit vom Schlüpfen bis zum Flüggewerden der Jungen) beträgt etwa 45 Tage. An der Aufzucht der Jungen sind beide Geschlechter beteiligt.